# Удомельское сельское поселение
Удомельское се́льское поселе́ние — упразднённое муниципальное образование в Удомельском районе Тверской области Российской Федерации.
Административный центр — город Удомля.

## География
Нахождение: южная часть Удомельского района.
Граничит на севере — с Порожкинским СП, городом Удомля и Рядским СП, на востоке — с Еремковским СП и Молдинским СП, на юге — с Таракинским СП, на юго-западе — с Вышневолоцким районом, Дятловское СП, на северо-западе — с Копачёвским СП.

## История
Образовано в 2005 году, включило в себя территорию Удомельского сельского округа.
Законом Тверской области от 7 декабря 2015 года № 117-ЗО, 18 декабря 2015 года все муниципальные образования Удомельского района — городское поселение — город Удомля, Брусовское, Еремковское, Зареченское, Копачёвское, Котлованское, Куровское, Молдинское, Мстинское, Порожкинское, Рядское и Удомельское сельские поселения — были преобразованы в Удомельский городской округ.

## Население
| 2008  | 2010 | 2011 | 2012 | 2013 | 2014 | 2015 |
| ----- | ---- | ---- | ---- | ---- | ---- | ---- |
| 947   | ↘760 | ↘756 | ↗862 | ↗915 | ↗957 | ↗965 |
| 2016  |      |      |      |      |      |      |
| ↗1558 |      |      |      |      |      |      |

## Состав сельского поселения
| №  | Населённый пункт    | Тип населённого пункта | Население |
| -- | ------------------- | ---------------------- | --------- |
| 1  | Аграфенино          | деревня                | ↘22       |
| 2  | Александрово        | деревня                | ↘7        |
| 3  | Бочурино            | деревня                | ↘30       |
| 4  | Братаново           | деревня                | ↘7        |
| 5  | Бряково             | деревня                | ↘16       |
| 6  | Быково              | деревня                | ↘6        |
| 7  | Ватутино            | деревня                | ↘21       |
| 8  | Выскодня            | деревня                | ↘159      |
| 9  | Галичено            | деревня                | ↘11       |
| 10 | Городки             | деревня                | ↘14       |
| 11 | Дерягино            | деревня                | ↘171      |
| 12 | Дубище              | деревня                | ↘6        |
| 13 | Дубники             | деревня                | ↘1        |
| 14 | Дягилево            | деревня                | ↘18       |
| 15 | Елманова-Горка      | деревня                | ↘46       |
| 16 | Загорье             | деревня                | ↘35       |
| 17 | Ивановское          | деревня                | ↘189      |
| 18 | Иевково             | деревня                | ↗12       |
| 19 | Колпинец            | деревня                | ↘5        |
| 20 | Лайково-Попово      | деревня                | ↘218      |
| 21 | Лайково-Храповицкое | деревня                | ↘13       |
| 22 | Липка               | деревня                | ↘12       |
| 23 | Моржевец            | деревня                | ↗9        |
| 24 | Мотыли              | деревня                | ↘1        |
| 25 | Никулкино           | деревня                | ↘56       |
| 26 | Ольховец            | деревня                | ↘0        |
| 27 | Остров              | деревня                | →6        |
| 28 | Пальцево            | деревня                | ↘5        |
| 29 | Перхово             | деревня                | ↘11       |
| 30 | Погорелец           | деревня                | ↘1        |
| 31 | Саниково            | деревня                | ↘78       |
| 32 | Сменово             | деревня                | ↘36       |
| 33 | Тараки              | деревня                | ↗106      |
| 34 | Удино               | деревня                | ↘1        |
| 35 | Хвалово             | деревня                | ↗12       |
| 36 | Ясная Поляна        | деревня                | ↘8        |

### Упразднённые населённые пункты
На территории поселения исчезли деревни Лышники, Соснищи, Сергеево,Овсянка и другие.

## Археология
- Удомельское Поозерье выявлены памятники «удомельского типа» или «предсопочные» памятники 3-й четверти I тыс., в которых встречается реберчатая керамика, возможно, имеющая прототипы в дьяковских или мощинских древностях[11].
- В 0,3—0,5 км к юго-востоку от деревни Никулкино на левом берегу Мажицы находится комплекс археологических памятников, включающий 2 поселения и один грунтовый могильник. Селище 1 датируется серединой — второй половиной 1 тысячелетия нашей эры. На Селище 2 обнаружен сосуд эпохи бронзы, обломки лепной керамики середины 1 тысячелетия нашей эры, раннекруговая керамика начала 2 тысячелетия нашей эры, круговая керамика XV—XVIII веков. Погребения грунтового могильника датируются, предположительно серединой — третьей четвертью 2 тысячелетия нашей эры[12]. Средний возраст умерших половозрелых индивидов в Никулкино составляет 36,9 лет и близок к показателю среднего возраста известных серий кривичей. Полученные данные близки и к наиболее характерному интервалу показателя возраста умерших на территории Средневековой Руси (35—39,9 лет)[13].

## Люди, связанные с поселением
В деревне Загорье родился Герой Советского Союза Василий Иванович Александров.